# Quả chuông ác mộng
Quả chuông ác mộng (tên gốc:The Bell Jar) là cuốn tiểu thuyết duy nhất được viết bởi nhà văn và nhà thơ người Mỹ Sylvia Plath. Được xuất bản lần đầu tiên vào năm 1963 dưới bút danh "Victoria Lucas", một tháng trước khi Plath tự sát.
Cuốn tiểu thuyết có những chi tiết tự truyện, kể về những trải nghiệm thật của Sylvia Plath trong chuyến đi tới New York và sau khi bà trở về quê hương tại Boston. Thời kỳ này cũng trùng vào thời gian các nghiên cứu của Plath tại Đại học Smith ở Northampton mà bà cũng mô tả.
Quả chuông ác mộng được tái bản dưới tên thật của Plath lần đầu tiên vào năm 1966 tại Anh Quốc, và không được xuất bản tại Hoa Kỳ cho đến năm 1971, theo mong muốn của cả chồng của Plath là Ted Hughes và mẹ ruột. Tính cách của nhân vật chính trong câu chuyện giữa các yêu cầu của xã hội đã tác động nhiều phụ nữ, và góp phần vào việc tác giả trở thành một biểu tượng của Phong trào nữ quyền.

## Bối cảnh
Theo lời kể của Ted, thì Plath bắt đầu viết tiểu thuyết vào năm 1961 sau khi xuất bản tập thơ The Colossus, tập thơ đầu tiên của cô. Plath đã viết xong cuốn tiểu thuyết vào tháng 8 năm 1961. Sau khi ly thân với Ted, Plath đã chuyển đến một căn hộ nhỏ hơn ở Luân Đôn, "đủ cho cô có thời gian và nơi chốn để làm việc không ngừng nghỉ". Ted nói tiếp: "Kế đó, với tốc độ làm việc nhanh nhất có thể và rất ít sửa đổi từ đầu đến cuối cô ấy đã hoàn thành tiểu thuyết The Bell Jar".
Plath đã viết cuốn tiểu thuyết dưới sự tài trợ của Hiệp hội học bổng Eugene F. Saxton, liên kết với nhà xuất bản Harper & Row, nhưng bản thảo gây sự thất vọng và cuốn tiểu thuyết đã bị rút lại đề nghị, bị xem là "nhàm chán, trẻ con và mài dũa quá chi tiết".
Ban đầu, các tiêu đề của tiểu thuyết Quả chuông ác mộng bao gồm có tên Diary of a Suicide và The Girl in the Mirror (tạm dịch: Nhật ký tự sát hay Cô gái trong gương).

## Tóm tắt cốt truyện

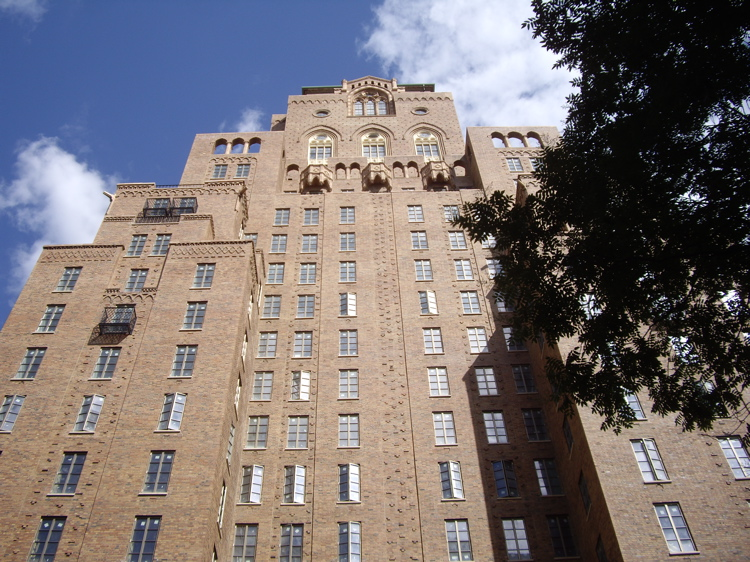
Khách sạn Barbizon ở Manhattan nơi Plath làm việc cho tờ tạp chí Mademoiselle vào năm 1953, cũng được sử dụng làm mô hình ý tưởng trong tiểu thuyết

Truyện xoay quanh nhân vật Esther Greenwood vào năm 1953, một cô gái tỉnh lẻ thông minh, sắc sảo ở Boston học chuyên ngành văn học, là một trong 12 cô gái được chọn làm thực tập sinh vào mùa hè tại một tạp chí nổi tiếng ở New York. Dưới sự quản lý của Jay Cee.
Tuy nhiên, Esther không bị kích thích hoặc bị ảnh hưởng văn hóa và lối sống hào nhoáng mà các cô gái ở độ tuổi được kỳ vọng sẽ thần tượng hóa và thi đua. Thay vào đó, cô thấy kinh nghiệm của mình là đáng sợ và mất phương hướng; đánh giá cao sự châm biếm dí dỏm và sự phiêu lưu của cô bạn Doreen, nhưng cũng đồng cảm với lòng thành kính của Betsy (được mệnh danh là "cô gái cao bồi Pollyanna"), một cô gái phù thủy "tốt bụng" luôn làm điều đúng đắn. Esther cũng có một ân nhân tên là Philomena Guinea, một nhà văn viết tiểu thuyết thành công trước đây.
Esther mô tả chi tiết một số sự cố nữa đùa nữa thật xảy ra trong thời gian thực tập của cô, khởi đầu bởi một trải nghiệm đáng tiếc nhưng thú vị tại một bữa tiệc dành cho các cô gái được tổ chức bởi tạp chí Ladies Day. Cô hồi tưởng về người bạn của cô là Buddy, anh ta là mà cô đã từng hẹn hò nhiều hơn hoặc ít nghiêm trọng, và Buddy tự coi mình là "chồng hứa hôn" của Esther. Cô cũng suy nghĩ về Julius và Ethel Rosenberg, những người bị lên kế hoạch xử tử.
Ngay trước khi kỳ thực tập kết thúc, Esther tham dự một bữa tiệc ở câu lạc bộ đồng quê với Doreen và được thiết lập với một người đàn ông đối xử thô bạo và gần như cưỡng hiếp cô, trước khi cô bị gãy mũi và bỏ về. Đêm đó, sau bữa tiệc trở về khách sạn, Esther đã ném tất cả quần áo ra khỏi cửa sổ.

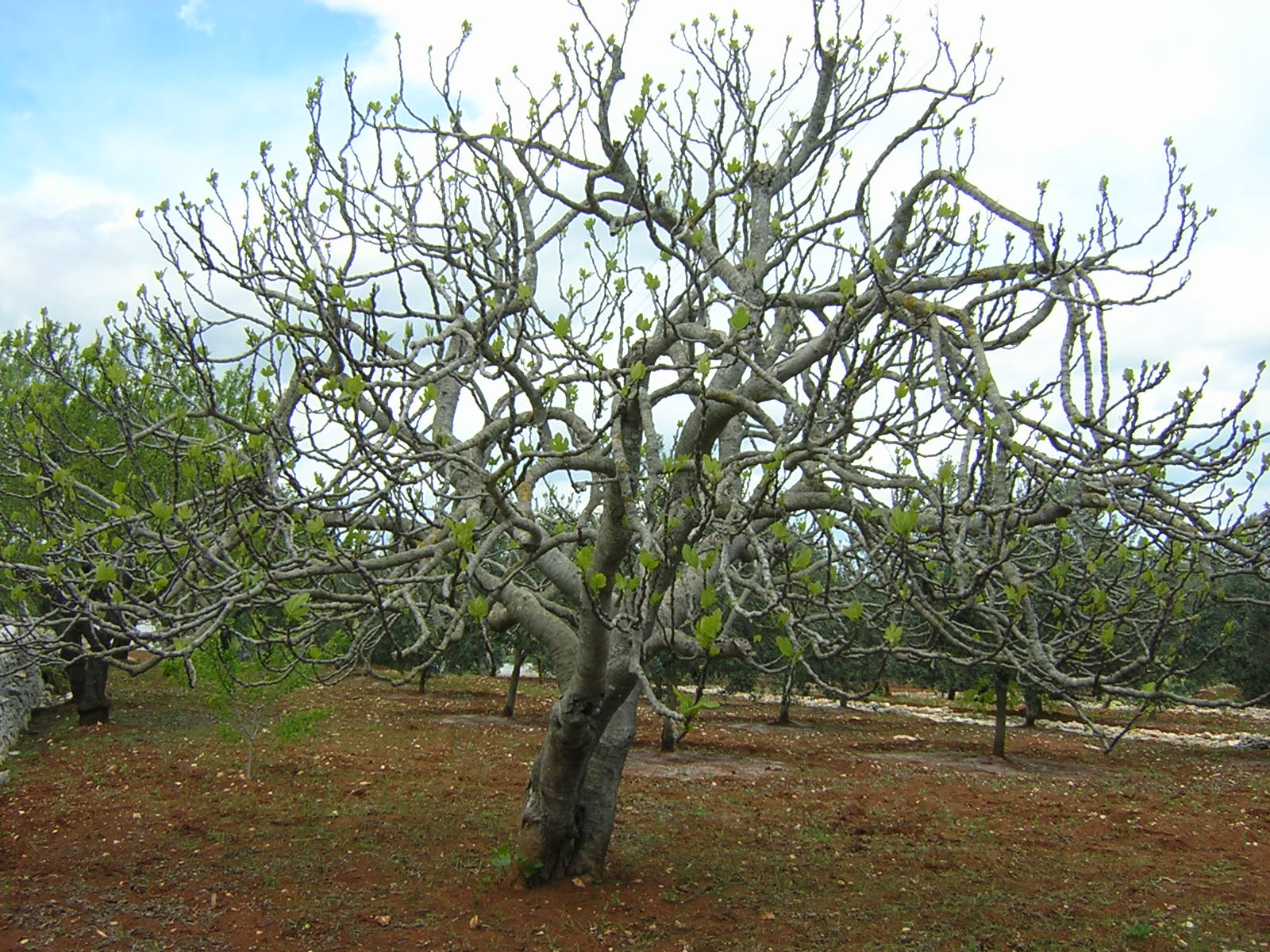
Một cây vả vào mùa xuân được ẩn dụ trong tiểu thuyết

Esther mô tả các dự định của bản thân với ẩn dụ hình ảnh của một cây vả đang phân nhánh, trong đó mọi tương lai của cô bị cuốn hút như một thứ trái cây ngon miệng. Nhưng cô không thể chọn được bất kỳ điều gì trong số các nhánh đó vì đó sẽ là quyết định chống lại những "nhánh" khác.
Ngày hôm sau, Esther trở về nhà ở Massachusetts của mình trong bộ quần áo mượn từ Betsy và vẫn còn chảy máu từ đêm hôm trước tại bữa tiệc. Esther đã hy vọng vào một cơ hội học thuật khác khi cô quay lại Massachusetts, một khóa học viết bởi một tác giả nổi tiếng thế giới, nhưng khi trở về nhà Esther được mẹ cô nói ngay rằng cô không được chấp nhận cho khóa học và Esther cảm thấy kế hoạch của mình bị lệch hướng.
Esther quyết định dành cả mùa hè cố gắng để viết một cuốn tiểu thuyết, mặc dù cô cảm thấy mình thiếu đủ kinh nghiệm sống để viết lách một cách thuyết phục. Tất cả tài năng của Esther đã được tập trung vào việc học tập tốt; Esther không chắc sẽ làm gì cho cuộc sống của mình sau khi cô rời trường, và không có lựa chọn nào được đưa ra cho cô (làm mẹ, như được minh chứng bởi người mang đứa trẻ bẩm sinh Dodo Conway, hay sự nghiệp phụ nữ rập khuôn như tốc ký). Esther ngày càng tuyệt vọng và thấy bản thân bị chứng mất ngủ. Bà Greenwood - mẹ của Esther khuyến khích và gần như chắc chắn buộc cô phải gặp bác sĩ tâm thần, bác sĩ Gordon là người mà Esther nhầm lẫn vì ông ta hấp dẫn và dường như đang khoe một bức ảnh về gia đình quyến rũ của ông ta hơn là việc lắng nghe cô trong việc điều trị. Ông kê toa liệu pháp chống co giật (Electroconvulsive therapy - ECT); và sau đó, Esther nói với mẹ rằng cô sẽ không muốn quay lại đó.
Trạng thái tinh thần của Esther ngày một xấu đi. Cô thực hiện một số nỗ lực nửa vời để tự sát, bao gồm bơi ra biển, trước khi thực hiện một vụ tự sát nghiêm trọng. Esther để lại một mẫu giấy nói rằng cô ấy đang đi bộ một quãng dài, sau đó cô bò vào một cái lỗ trong hầm, lấp gạch lại và nuốt khoảng 50 viên thuốc ngủ đã được kê đơn cho chứng mất ngủ. Trong rất nhiều tập chương, các tờ báo cho rằng cô bị bắt cóc và chết, nhưng Esther được phát hiện dưới nhà sau một khoảng thời gian không xác định.
Esther sống sót sau vụ tự tử khi trở về quê nhà, không có hướng đi cho tương lai, những dự định hiện tại lại không thành, nhiều đêm mất ngủ liên tiếp đã đẩy cô đến giới hạn cuối cùng, và chỉ còn cách duy nhất để giải thoát mình khỏi bầu không khí ngột ngạt mà cái chuông vô hình luôn úp lên mình tạo ra. Từ hành động này đã đưa cuộc đời Esther rẽ sang hướng khác khi cô bắt đầu được điều trị tại trại tâm thần. Cùng với các buổi trị liệu tâm lý thông thường, Esther được cung cấp tiêm một lượng lớn insulin (Insulin shock therapy - ICT) để tạo ra "phản ứng" và một lần nữa được điều trị sốc (ECT), với bác sĩ Nolan đảm bảo rằng chúng được sử dụng đúng cách.
Sau nhiều biến cố xảy ra, bệnh tình của Esther, hay thật ra chính là bầu không khí bên trong cái chuông từ đặc quánh dần chuyển sang dễ thở cũng từ từ khá dần lên. Cuốn tiểu thuyết kết thúc bằng một cái kết tươi sáng khi Esther chuẩn bị xuất viện, cũng như sắp bước ra khỏi cái chuông ấy.

## Nhân vật
- Esther Greenwood: nhân vật chính của câu chuyện, người trở nên bất ổn về tinh thần trong suốt một mùa hè dành cho thực tập tại một tạp chí ở thành phố New York. Bị choáng váng bởi cả cái chết của cha cô và cảm giác rằng cô đơn giản là không phù hợp với vai trò văn hóa của người phụ nữ, cô cố gắng tự sát với hy vọng trốn thoát.
- Doreen: một cô nàng xinh đẹp, ưa ăn diện, thích đến những nơi ăn chơi hào nhoáng và là một thực tập sinh khác tại Ladies Day, tờ tạp chí mà Esther giành được một kỳ thực tập cho mùa hè, và người bạn thân nhất của Esther tại khách sạn ở New York, nơi tất cả các thực tập sinh ở lại. Esther thấy tính cách tự tin của Doreen lôi cuốn nhưng cũng rắc rối, vì cô khao khát có cùng mức độ tự do nhưng biết hành vi như vậy được tán thành.
- Joan: người quen cũ của Esther, người đã tham gia cùng cô tại trại tị nạn và cuối cùng chết vì tự sát.
- Bác sĩ Nolan: bác sĩ của Esther tại trại tị nạn. Một người phụ nữ xinh đẹp và chu đáo, sự kết hợp giữa nữ tính và khả năng chuyên nghiệp được xã hội ca ngợi cho phép cô trở thành người phụ nữ đầu tiên trong cuộc đời của Esther mà cô cảm thấy mình có thể kết nối hoàn toàn. Nolan điều trị sốc cho Esther và thực hiện đúng, điều này dẫn đến kết quả tích cực.
- Bác sĩ Gordon: bác sĩ đầu tiên Esther gặp. Tự ám ảnh và bảo trợ, ông khiến cô phải điều trị sốc chấn thương ám ảnh cô suốt thời gian còn lại trong ngành chăm sóc y tế.
- Bà Greenwood: mẹ của Esther, yêu con gái mình nhưng không ngừng thúc giục Esther hun đúc theo lý tưởng của người phụ nữ da trắng, thuộc tầng lớp trung lưu, từ đó Esther cảm thấy cô mất kết nối cuộc sống hoàn toàn.
- Buddy Willard: bạn trai cũ của Esther từ quê nhà. Anh ta học để trở thành bác sĩ, Buddy muốn có một người vợ phản chiếu giống mẹ mình và hy vọng Esther sẽ là điều đó cho anh ta. Esther ngưỡng mộ anh ta suốt thời trung học, nhưng khi biết anh ta không phải là một trinh nữ, cô mất đi sự tôn trọng với anh ta và đặt cho anh ta là một kẻ đạo đức giả. Esther đấu tranh với việc chấm dứt mối quan hệ sau khi Buddy được chẩn đoán mắc bệnh lao. Cuối cùng anh ta cầu hôn cô, nhưng Esther từ chối vì quyết định rằng cô sẽ không bao giờ kết hôn, mà Buddy đáp lại rằng Esther bị điên.
- Bà Willard: mẹ của Buddy Willard, là một người nội trợ tận tụy, người quyết tâm cho việc kết hôn của Buddy và Esther.
- Ông Willard: cha của Buddy Willard và chồng của bà Willard, là một người bạn tốt của gia đình.
- Constantin: một thông dịch viên đồng thời có giọng bản ngữ, đưa Esther đi hẹn hò trong khi cả hai đều ở New York. Họ trở về căn hộ của anh ta và Esther dự tính sẽ trao trinh tiết cho anh ta, nhưng anh ta không bị Esther thu hút.
- Irwin: một thanh niên cao lớn nhưng khá xấu xí, anh mang đến cho Esther trải nghiệm tình dục đầu tiên của cô, khiến cô bị xuất huyết. Anh ta là một "giáo sư toán học được trả lương rất cao" và mời Esther uống cà phê, dẫn đến việc cô ta quan hệ tình dục với anh ta, và kết quả là, dẫn đến Esther phải đến bệnh viện để được giúp đỡ để cầm máu.
- Jay Cee: bà chủ nghiêm khắc của Esther, người rất thông minh, vì vậy "vẻ ngoài xấu xí của bà ấy dường như không quan trọng".[6] Cee chịu trách nhiệm biên tập công việc của Esther.
- Lenny Shepherd: một thanh niên giàu có sống ở New York, mời Doreen và Esther đi uống nước khi họ đang trên đường đến một bữa tiệc. Doreen và Lenny bắt đầu hẹn hò, đưa Doreen rời khỏi Esther thường xuyên hơn.
- Philomena Guinea: một phụ nữ lớn tuổi, giàu có, là người đã quyên góp tiền cho học bổng đại học của Esther. Trường đại học của Esther yêu cầu mỗi cô gái có học bổng phải viết một lá thư cho ân nhân của mình, cảm ơn anh ấy hoặc cô ấy. Philomena mời Esther dùng bữa với cô. Tại một thời điểm, cô cũng đang ở trong một trại tị nạn và trả tiền cho cuộc tị nạn "cao cấp" mà Esther ở lại.
- Marco: một người đàn ông Peru và bạn của Lenny Shepherd, được thiết lập để đưa Esther đến một bữa tiệc và cuối cùng cố gắng hãm hiếp cô.
- Betsy: một cô gái đúng chuẩn mực "gái quê" ngoan hiền, gương mẫu, đến từ Kansas mà bản thân Esther phấn đấu muốn mình trở nên giống Betsy hơn. Cô bị lôi cuốn với Doreen, và Esther thấy mình bị giằng xé giữa hai thái cực hành vi và tính cách.
- Hilda: một thực tập sinh khác từ tờ tạp chí, không ưa Esther sau khi đưa ra những bình luận tiêu cực về Rosenbergs.

## Phong cách và Chủ đề chính
Cuốn tiểu thuyết được viết bằng một loạt đoạn hồi tưởng tái hiện những phần quá khứ của Esther. Đoạn hồi tưởng chủ yếu đề cập đến mối quan hệ của Esther với Buddy Willard. Người đọc cũng biết thêm về những năm đầu đại học của cô.
Quả chuông ác mộng đã giải quyết câu hỏi về danh tính được xã hội chấp nhận. Nó kiểm tra "nhiệm vụ để tạo ra danh tính của riêng mình, để trở thành chính mình hơn là những gì người khác mong đợi cô ấy." Esther dự kiến sẽ trở thành một bà nội trợ và một phụ nữ tự lập, không có các lựa chọn để đạt được sự độc lập. Esther cảm thấy mình là một tù nhân đối với các nghĩa vụ gia đình và cô ấy lo sợ sự mất mát nội tâm của mình. Câu hỏi đặt ra để làm nổi bật những vấn đề của xã hội gia trưởng áp đặt ở Hoa Kỳ vào giữa thế kỷ 20.

### Sức khỏe tinh thần

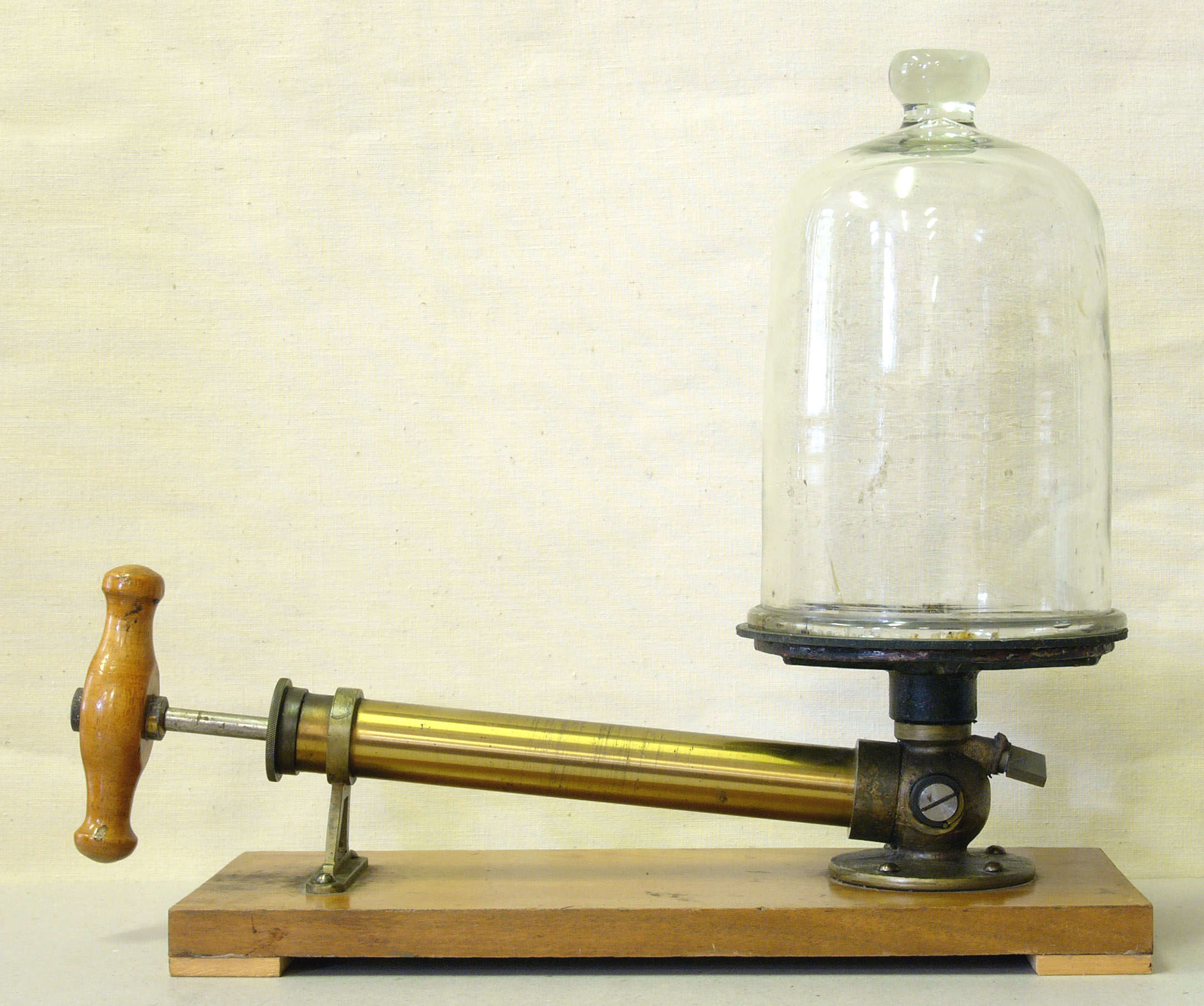
Chiếc bình chuông được sử dụng trong khoa học đầu thế kỷ 20

Tiểu thuyết đã cho thấy mô tả cuộc sống của Esther Greenwood như bị bóp nghẹt bởi một chiếc bình chuông. Phân tích cụm từ "bình chuông" cho thấy nó đại diện cho "sự ngột ngạt về tinh thần của Esther bởi sự nặng trịch không thể tránh khỏi của chứng trầm cảm trong tâm hồn cô". Xuyên suốt cuốn tiểu thuyết, Esther nói về chiếc bình chuông này khiến cô ngạt thở và nhận ra những khoảnh khắc rõ ràng khi chiếc bình chuông được nhấc lên. Những khoảnh khắc này tương quan với trạng thái tinh thần của cô và ảnh hưởng của chứng trầm cảm.
Các học giả tranh luận về bản chất của "cái bình chuông" của Esther và những gì nó có thể đại diện cho. Một số cho rằng đó là sự trả đũa đối với lối sống ngoại ô, những người khác cho rằng đây đại diện cho các tiêu chuẩn đặt ra cho cuộc sống của một người phụ nữ. Tuy nhiên, khi xem xét bản chất của cuộc sống và cái chết của Sylvia Plath và sự tương đồng giữa tiểu thuyết và cuộc sống của bà, khó có thể bỏ qua chủ đề về bệnh tâm thần.
Bác sĩ khoa tâm thần người Mỹ Aaron Beck (1921) đã nghiên cứu bệnh tâm thần của Esther và ghi nhận hai nguyên nhân dẫn đến chứng trầm cảm rõ ràng trong cuộc đời cô. Đầu tiên được hình thành từ những trải nghiệm đau thương ban đầu, cái chết của cha cô khi cô 9 tuổi. Rõ ràng là cô ấy đã bị ảnh hưởng như thế nào bởi sự mất mát này khi cô ấy tự hỏi, "Tôi nghĩ rằng điều kỳ lạ chưa bao giờ xảy ra với tôi trước đây rằng tôi chỉ hoàn toàn hạnh phúc cho đến khi tôi chín tuổi." Nguyên nhân thứ hai khiến cô ấy bị trầm cảm là do tư tưởng cầu toàn của chính cô. Esther là một phụ nữ đạt được nhiều thành tích - học đại học, thực tập và đạt điểm cao. Chính sự thành công này đã đặt những mục tiêu không thể đạt được vào đầu cô, và khi không đạt được chúng, sức khỏe tinh thần của cô sẽ bị ảnh hưởng. Esther than thở, "Rắc rối là, tôi đã không đủ sống, đơn giản là tôi đã không nghĩ đến điều đó."
Esther Greenwood có một sự suy sụp tinh thần rõ ràng bằng chứng đó là nỗ lực tự tử của cô ấy, điều này quyết định nửa phần sau của cuốn tiểu thuyết. Tuy nhiên, toàn bộ cuộc đời của Esther cho thấy những dấu hiệu cảnh báo gây ra sự suy sụp trầm cảm này. Cuốn tiểu thuyết bắt đầu với những suy nghĩ tiêu cực xung quanh tất cả các quyết định trong quá khứ và cuộc sống hiện tại của cô. Chính suy nghĩ này pha trộn với những tổn thương thời thơ ấu cùng thái độ cầu toàn là nguyên nhân khiến Esther có ý định tự tử.
Cuốn tiểu thuyết này kể về việc điều trị sức khỏe tâm thần trong những năm 1950. Plath truyền đạt lời kể của bản thân thông qua nhân vật Esther để mô tả trải nghiệm của bà về việc điều trị sức khỏe tâm thần. Giống như cuốn tiểu thuyết này Plath mở đường cho bài diễn thuyết về nữ quyền và thách thức lối sống của phụ nữ trong những năm 1950, tiểu thuyết cũng đưa ra một nghiên cứu điển hình về người phụ nữ đang vật lộn với sức khỏe tâm thần.

### Mối nguy hiểm của y học tâm thần
Cuốn tiểu thuyết có một cái nhìn quan trọng về ngành y tế, đặc biệt là y học tâm thần. Chuyến thăm của Esther đến trường y của Buddy. Ở đó, Esther gặp rắc rối bởi sự tự cao của các bác sĩ và sự thiếu cảm thông của họ đối với nỗi đau của một người phụ nữ khi lâm bồn. Khi Esther gặp bác sĩ tâm lý đầu tiên của cô, Tiến sĩ Gordon, cô thấy ông ta tự mãn và không thông cảm với cô. Ông Gordon không lắng nghe cô, và kê toa một liệu pháp điều trị sốc chấn thương và vô ích. Joan, người quen của Esther trong bệnh viện tâm thần, kể một câu chuyện tương tự về sự vô cảm của các bác sĩ tâm thần nam. Một số bệnh viện mà Esther ở được vệ sinh một cách đáng sợ và độc đoán.
Tuy nhiên, cuốn tiểu thuyết không vẽ ra một bức tranh hoàn toàn tiêu cực về việc chăm sóc tâm thần. Khi Esther đến một viện sang trọng, được khai sáng hơn, cô bắt đầu chữa bệnh dưới sự chăm sóc của Tiến sĩ Nolan, một nữ bác sĩ tâm thần tiến bộ. Ba phương pháp điều trị tâm thần của những năm 1950 - liệu pháp nói chuyện, tiêm insulin và liệu pháp sốc điện; có hiệu quả với Esther dưới sự chăm sóc chu đáo và thích hợp của bác sĩ Nolan. Tuy nhiên, ngay cả liệu pháp được thực hiện đúng cách cũng không nhận được lời khen ngợi. Ví dụ, liệu pháp sốc hoạt động bằng cách giải phóng tâm trí hoàn toàn. Sau một lần điều trị, Esther thấy mình không thể nghĩ đến dao kéo. Sự bất lực này đến như một sự giải tỏa, nhưng nó cũng cho thấy rằng liệu pháp hoạt động theo phương pháp đáng ngờ làm suy giảm trí thông minh nhạy bén của Esther.

## Tiếp nhận
Ban đầu, khi cuốn sách được xuất bản với bút danh Victoria Lucas vào năm 1963, không ai liên kết tiểu thuyết với các ấn phẩm bài thơ trước đó của Sylvia Plath. Vì vậy, các nhà phê bình được cho là đã phản ứng với công việc của một người đầu tiên.
Quả chuông ác mộng đã nhận được những lời đánh giá tích cực. Khoảng thời gian ngắn giữa việc xuất bản cuốn sách và vụ tự tử của Plath dẫn đến"một vài độc giả vô tội"của cuốn tiểu thuyết. Phần lớn những người đọc sớm tập trung chủ yếu vào các kết nối tự truyện từ Plath đến nhân vật chính.
Đáp lại lời phê bình tự truyện, nhà phê bình Elizabeth Hardwick kêu gọi độc giả phân biệt "Plath là nhà văn" và "Plath là một sự kiện". Robert Scholes, viết cho tờ Thời báo New York, ca ngợi "những mô tả sắc sảo và kỳ lạ "của cuốn tiểu thuyết. Mason Harris của West Coast Review khen ngợi cuốn tiểu thuyết đã sử dụng "ống kính méo mó" của sự điên rồ [để đưa ra một tầm nhìn xác thực về một thời kỳ thể hiện lý tưởng ngột ngạt nhất về lý trí và sự ổn định". Howard Moss của tờ The New York Times đã đưa ra một đánh giá hỗn hợp, ca ngợi "hài kịch đen" của cuốn tiểu thuyết, nhưng nói thêm rằng có"một cái gì đó nữ tính theo cách của nội dung phản bội bởi bàn tay của tiểu thuyết gia nghiệp dư."
Cuốn tiểu thuyết đã được dịch ra hơn mười ngôn ngữ. Vào ngày 5 tháng 11 năm 2019, BBC News đã liệt kê Quả chuông ác mộng vào danh sách 100 cuốn tiểu thuyết truyền cảm hứng nhất.

## Văn học

### Phiên bản sách
- Sylvia Plath: The Bell Jar. Faber and Faber, London 1966.
- Sylvia Plath: Die Glasglocke. Bản dịch của Christian Grote. Suhrkamp, Frankfurt am Main 1968. (tiếng Đức)
- Sylvia Plath: Die Glasglocke. Bản dịch mới của Reinhard Kaiser. Suhrkamp, Frankfurt am Main 2005, ISBN 3-518-45676-8 (trích dẫn và tham khảo trang tham khảo phiên bản này).
- Sylvia Plath: Die Glasglocke. Bản dịch của Nina Hoss. Der Hörverlag, München 2002, ISBN 3-89584-755-0. (tiếng Đức)
- Sylvia Plath: Quả chuông ác mộng. Bản dịch của Trần Quế Chi. Nhà xuất bản Tao Đàn, 2019, ISBN 978-604-9842-74-0